# 婆罗异剑水蚤
婆罗异剑水蚤（学名：Apocyclops borneoensis）为剑水蚤科异剑水蚤属的动物。其种加词“borneoensis”意为“印度尼西亚婆罗州的”。分布于印度尼西亚以及中国大陆的广东等地，多栖息于低盐度的咸淡水中。